# Юклид
Юклид (англ. Euclid) — город в штате Огайо, США. Назван в честь греческого математика Евклида.

## География
Согласно переписи населения Соединённых Штатов, город общей площадью 30 км², из которых 27,7 км² занимает земля и 2,2 км² (7,43 %) вода.

## Известные уроженцы
- Желязны, Роджер (1937—1995) — американский писатель-фантаст.
- Миочич, Стипе (род. 1982) — американский боец смешанных единоборств, бывший чемпион UFC в тяжелом весе.
- Тарканян, Джерри (1930—2015) — американский баскетболист и тренер.